# ولفگانگ کی اچ پانوفسکی
ولفگانگ کی اچ پانوفسکی (انگلیسی: Wolfgang K. H. Panofsky؛ زاده ۲۴ آوریل ۱۹۱۹ درگذشته ۲۴ سپتامبر ۲۰۰۷) یک فیزیک‌دان اهل ایالات متحده آمریکا بود.